# Aderență
În fizică și mecanică, aderența este forța tangențială care se manifestă la suprafața de contact dintre o roată propulsoare a unui vehicul motor și calea de rulare (suprafața pe care se mișcă vehiculul).
Aderența este forța care menține alăturate două corpuri aflate în contact.

Forța tangențială are sensul vitezei de înaintare a vehiculului în condițiile în care roata propulsoare se rostogolește fără alunecare. Valoarea acestei forțe este dată de produsul dintre greutatea vehiculului ce revine roții la care se adaugă greutatea proprie a roții și un coeficient numeric adimensional, {\displaystyle \scriptstyle \mu }, numit coeficient de aderență. Mărimea aderenței la care încetează repausul relativ dintre suprafețele de contact ale roții și căii de rulare se numește limită de aderență. La depășirea limitei de aderență, începe mișcarea de alunecare a roții, respectiv fenomenul de derapaj. Valoarea coeficientului de aderență, în general, depinde de natura suprafețelor de contact și este invers proporțional  cu viteza de înaintare a vehiculului.